# Marlena Piekut
Marlena Piekut (ur. 31 marca 1977 w Płocku) – polska naukowiec zajmująca się ekonomią i finansami.

## Biografia
Absolwentka dziennych studiów magisterskich, a następnie doktoranckich Wydziału Nauk o Żywieniu Człowieka i Konsumpcji w Szkole Głównej Gospodarstwa Wiejskiego. Tytuł zawodowy magistra inżyniera uzyskała w 2001 r. Stopień naukowy doktora nauk rolniczych w zakresie technologii żywności i żywienia otrzymała w 2007 r. (temat rozprawy „Uwarunkowania konsumpcji w polskich gospodarstwach domowych”, promotor - dr hab. Wacław Laskowski). W 2021 roku Komitet Naukowy Dyscypliny Ekonomia i Finanse Uniwersytetu Ekonomicznego w Katowicach nadał jej stopień doktora habilitowanego w dziedzinie nauk społecznych w dyscyplinie Ekonomia i finanse (główne osiągnięcie naukowe poddane ocenie to monografia „Jednoosobowe gospodarstwa domowe w Polsce – uwarunkowania funkcjonowania, tendencje zmian”).
W 2006 r. ukończyła Studium Doskonalenia Pedagogicznego w Szkole Głównej Gospodarstwa Wiejskiego w Warszawie. W 2010 roku uzyskała dyplom ukończenia Podyplomowych Studiów ‑ Administrowanie Funduszami Unijnymi w Szkole Głównej Handlowej w Warszawie.
W 2013 roku uzyskała dyplom ukończenia studiów podyplomowych „Ochrona własności intelektualnej” prowadzonych przez Uniwersytet Warszawski oraz studiów podyplomowych „Pozyskiwanie i zarządzanie środkami publicznymi przeznaczonymi na innowacje” w Szkole Głównej Handlowej w Warszawie.
Naukowo bada aspekty ekonomiczne i społeczne problemów współczesnej gospodarki, główny obszar zainteresowań badawczych to: funkcjonowanie gospodarstw domowych, uwarunkowania konsumpcji oraz tendencje rozwoju rynków towarów i usług konsumpcyjnych.

## Nagrody, wyróżnienia, odznaczenia
- Medal Komisji Edukacji Narodowej (2019)

## Ważne publikacje
- Piekut, M. (2017). Wzorce konsumpcji według typów wiejskich gospodarstw domowych w latach 2004-2014. Difin.
- Piekut, M. (2019). Jednoosobowe gospodarstwa domowe w Polsce: uwarunkowania funkcjonowania, tendencje zmian. CeDeWu.
- Piekut, M. (2020). Living standards in one-person households of the elderly population. Sustainability, 12(3), 992.
- Piekut, M. (2021). The consumption of renewable energy sources (RES) by the European Union households between 2004 and 2019. Energies, 14(17), 5560.
- Piekut, M. (2023). Gospodarstwa domowe z wysokim udziałem wydatków na zdrowie–charakterystyka i wzorzec konsumpcji. Wiadomości Statystyczne. The Polish Statistician, 68(08), 15-33.